# Иравадийски делфин
Иравадийският делфин още орцела (Orcaella brevirostris) е вид бозайник от семейство Делфинови (Delphinidae). Видът е уязвим и сериозно застрашен от изчезване.

## Разпространение
Разпространен е в Бангладеш, Бруней, Виетнам, Индия, Индонезия, Камбоджа, Лаос, Малайзия, Мианмар, Сингапур, Тайланд и Филипини.

## Описание
На дължина достигат до 2,5 m, а теглото им е около 190 kg.
Продължителността им на живот е около 30 години. Популацията на вида е намаляваща.